# Дело (журнал XIX века)
«Де́ло» (Дѣло) — российский периодический «учёно-литературный» журнал, с 1869 года — «литературно-политический» журнал. Ежемесячное издание революционно-демократического направления, орган разночинного радикализма. Издавался в Санкт-Петербурге с середины 1866 года по январь 1888 года.

## История издания в 1860—1870-е годы
Журнал «Дело» являлся непосредственным продолжателем журнала «Русское слово», закрытого правительством в 1866 году после выстрела Д. В. Каракозова. Он был задуман ещё до запрета «Русского слова» и «Современника», однако его издатель Н. И. Шульгин медлил с подпиской, так как опасался убытков от малого числа подписчиков. Запрещение двух журналов оказалось ему на руку, и он заключил соглашение с Г. Е. Благосветловым о совместном выпуске журнала «Дело» в качестве продолжения «Русского слова», подписчикам которого он и высылался.
На протяжении полутора лет до аренды «Отечественных записок» Н. А. Некрасовым у А. А. Краевского журнал «Дело» был единственным радикальным изданием. Однако издатель был предупреждён о недопустимости сотрудничества журналистов «Русского слова» в новом издании. Преемственность с «Русским словом» была причиной, по которой изданию, разрешённому первоначально к выпуску без предварительной цензуры в августе 1866 года была вменена обязанность проходить цензуру.
Номинальным издателем-редактором журнала с 1866 года по 1879 год был Н. И. Шульгин. Фактическим редактором «Дела», как до этого редактором «Русского слова», оставался Г. Е. Благосветлов. В качестве официального издателя журнала Благосветлов смог стать лишь в 1880 году незадолго до своей кончины.
Ни один журнал 1870-х и 1880-х годов не испытал такого давления цензуры, какое досталось журналу «Дело». В «Деле» запрещались такие статьи, которые беспрепятственно проходили в бесцензурных журналах, и иногда более половины материалов готового номера попадали под запрет. Редактору приходилось иметь солидный запас статей, чтобы обеспечить выход журнала в таких крайне стеснённых условиях, и журнал мог выходить только благодаря неустанной энергии Благосветлова, посвящавшего ему до 16—18 часов в сутки.
Но несмотря на всё издательское усердие, журнал зачастую поступал к подписчикам с опозданием, имел следы неряшливости и спешки в виде многочисленных опечаток, ошибок вёрстки и брошюровки. Зачастую происходили задержки с выплатой гонораров.
Ведущие публицисты журнала: Д. И. Писарев («Образованная толпа», «Борьба за жизнь»), Н. В. Шелгунов, С. С. Шашков, П. Н. Ткачев, сам Г. Е. Благосветлов, К. М. Станюкович, В. О. Португалов, Л. И. Мечников, Элизе Реклю, Л. А. Тихомиров, П. Л. Лавров, В. В. Берви-Флеровский и др.
Прозаики: Н. Ф. Бажин, А. К. Михайлов-Шеллер, И. В. Фёдоров-Омулевский, Ф. М. Решетников, Г. И. Успенский, С. М. Степняк-Кравчинский, Д. Н. Мамин-Сибиряк.
Среди прочих журналистов «Дела» стоит упомянуть Д. Д. Минаева, П. И. Якоби, А. П. Щапова, Н. М. Ядринцева. Таким образом, большинство журналистов и писателей были принципиальными сторонниками действенных методов борьбы с самодержавием, хотя высказываться им по этим вопросам в журнале было чрезвычайно трудно.
Благосветлов имел репутацию корыстного издателя («журнальный эксплуататор»), нажившего себе состояние на своих журналах и эксплуатировавшего популярные идеалы шестидесятничества в своих собственных интересах. Экономический мотив был причиной конфликта Благосветлова с молодыми сотрудниками прежней редакции, в результате которого в мае 1867 года произошёл разрыв с Д. И. Писаревым, В. А. Зайцевым и Н. В. Соколовым. Но Благосветлов был искренен в своих убеждениях крайнего западника, радикала без малейшего народнического оттенка, руководившегося формулой: «всё для народа, но ничего через народ», последовательного «разумного эгоиста» по примеру своего выдающегося единомышленника Д. И. Писарева.

Надо мерить наше общество его собственным аршином; это великий и глупый Bambino, которому ещё не под силу светлые и честные идеи; bambino требует репы и чесноку, а ему подносят разные тропические растения.
— Г. Е. Благосветлов
Издание Благосветлова все восемнадцать лет своей «радикальной» эпохи имело устойчивую репутацию второго после «Отечественных записок» журнала по степени и глубине его влияния на читателя, уступая органу Некрасова в серьёзности, основательности и литературном вкусе. Во мнении противников журнала он был более прямолинейным и вульгарным в проповеди материализма, нежели его литературные собратья. Тем не менее и его влияние на читателя было довольно значительным, особенно в провинции, где журнал был наиболее распространён. Он имел свой постоянный круг подписчиков и высокий тираж: 3500 экз. в 1868 году, с 1870 по 1881 гг. он колебался между четырьмя и пятью тысячами. Таким образом, «Дело» входило в тройку самых читаемых журналов России наряду с «Отечественными записками» Некрасова и «умеренным и аккуратным» органом буржуазного либерализма, журналом «Вестник Европы».
Свои основные идеи журнал, верный традициям «Русского слова», пропагандировал во всех своих отделах: в беллетристике, которая, не преследуя художественных целей, служила только наглядной иллюстрацией для общей проповеди журнала (редактор отдела беллетристики А. К. Шеллер-Михайлов полагал, что «писатель всегда силён идеями, а не картинами»), в публицистике и литературной критике, в статьях об экономике, образовании, истории, женской эмансипации, об естественных науках. Журнал выступал против пережитков крепостничества, систематически помещал материалы о тяжёлом положении крестьянства, выступал в защиту общины и кустарных промыслов как коллективных форм ведения крестьянского хозяйства, боролся с теорией «чистого искусства» за реализм в произведениях искусства.

Не только статьи были одного направления, но и самая манера трактовать предметы была одна и та же, хлёсткая, поверхностная, наездническая, одним словом, благосветловская.
— С. А. Венгеров
Изредка между «Делом» и «Отечественными записками» вспыхивала застарелая полемика, в частности в журнале Благосветлова отрицательно относились к сатире М. Е. Салтыкова-Щедрина. Но редакция журнала не ценила и творчество Льва Толстого, И. С. Тургенева, И. А. Гончарова, Ф. М. Достоевского. Однако в целом оба журнала по большинству вопросов выступали солидарно.
Салтыков-Щедрин из беллетристов «Дела» ценил только Фёдорова-Омулевского за его роман «Светлов», или «Шаг за шагом».
Недостаток качественной оригинальной прозы редакция «Дела» пыталась компенсировать переводами из западной литературы. Здесь были опубликованы романы Фридриха Шпильгагена, Виктора Гюго, Эмиля Золя, Андре Лео и других прогрессивных романистов Запада, стихи Шандора Пётефи.

## После Благосветлова
После смерти Г. Е. Благосветлова в ноябре 1880 года владелицей журнала стала Е. А. Благосветлова. В журнале происходят существенные изменения. Н. В. Шелгунов из ведущих критиков становится редактором и духовным вождём журнала, происходит заметное сближение позиции «Дела» с «Отечественными записками» Салтыкова-Щедрина. В журнале значительное место отводится выступлениям народников: М. А. Протопопову, Н. С. Русанову, Н. Ф. Анненскому, П. Ф. Якубовичу, Я. В. Абрамову, А. И. Иванчин-Писареву, начинавшим печататься ещё при Благосветлове. (Аналогичное явление происходит и в «Отечественных записках»).
Эстетическое руководство изданием взял на себя К. М. Станюкович, а с 1883 года он — полновластный руководитель и владелец журнала. В эти годы появляются переводы произведений Ги де Мопассана, Альфонса Доде, Рафаэлло Джиованниоли, Элизы Ожешко. Улучшается полиграфическое исполнение журнала. Бульварную беллетристику, приносившую доход эстетически нетребовательному Г. Е. Благосветлову, он изгоняет из журнала, приглашая в него новые литературные имена, и в ответ прежний «благосветловский» подписчик покидает журнал.

Мы избегаем старой благосветловской ругани, того хлыщества, восхищавшего гимназистов и с кондачка решавшего сложнейшие вопросы науки и жизни на основании двух, трёх прочитанных книжек, — которым, если вы припомните, щеголяло прежде «Дело»; мы не даём бульварных и кровожадных романов, вроде «Тайн Бальды» и тому подобных, вследствие чего и происходит, мне кажется, бегство старого подписчика. Зато новый является с более широким читательским цензом, а старый недоволен. Недавно один из таких жаловался мне на журнал так: «Прежде, — говорил он, — „Дело“ отделает, так отделает — прелесть, а нынче не то… и романы не такие любопытные…».
— Письмо К. М. Станюковича к Л. И. Мечникову от 28 апреля 1883 года.
Однако в годы реакции подписка неуклонно падает не только в «Деле», но и в «Отечественных записках». Если в 1881 году «Дело» имело 5000 подписчиков, то в 1882 году только 4100 подписчиков, в 1883 году уже 3400 подписчиков, а в начале 1884 года 3200 подписчиков (общий тираж печатался несколько больше). «Дело» переживало общий для демократических журналов кризис, о котором Станюкович знать не мог. И ни переводная беллетристика, ни новейшая восьмидесятническая литература в лице А. И. Эртеля, М. Н. Альбова и И. Н. Потапенко не могли исправить положения. Этот кризис «идейных» журналов старого типа обозначил редактор «Отечественных записок»:

«Нива» имеет 90 т. подписчиков. Ничего подобного наши большие журналы и во сне не видели. И вот второй год, как подписка, вместо увеличения, всё идёт книзу. Чувствуется какая-то усталость всюду; книга не интересует, всякий выписывает или газету, или иллюстрированный журнал.
— Письмо М. Е. Салтыкова-Щедрина к Д. Н. Мамину-Сибиряку от 10 января 1884 года.
Литературная ситуация 1880-х годов ставила во главу угла новые ценности. Так, А. П. Чехов считал журнал «Дело» синонимом самого бездарного литературного журнала и долгое время отказывался печататься в толстых, «серьёзных» ежемесячниках вообще, предпочитая им малую прессу, «газету, или иллюстрированный журнал». Все его упоминания журнала «Дело» этого времени в неизменно ироничном контексте. Даже новость о вынужденном прекращении «Дела» не вызвала его сочувствия.

Правда ли, что «Дело» отживает свой век? Если правда, то добрый путь! Не любил этого журнала, грешный человек. Злил он меня. Впрочем, при нынешней журнальной бедности и «Дело» бы сгодилось.
— Письмо А. П. Чехова к издателю-редактору журнала «Осколки» Н. А. Лейкину от 20 мая 1884 года.

## Прекращение журнала
Если «Отечественные записки» были прекращены в апреле 1884 года распоряжением четырёх министров, то в отношении «Дела» этого сделано не было — журнал выходил под цензурой и не мог нарушить цензурные правила. И всё же аресты руководителей журнала Н. В. Шелгунова в 1883 году и К. М. Станюковича в 1884 году сделали невозможным дальнейший его выпуск. Последний номер, разосланный подписчикам, был майский. С радикальной журналистикой было на время покончено. Следующий и единственный номер журнала вышел спустя год в мае 1885 года. В нём были закончены начатые ранее романы М. К. Цебриковой и Альфонса Доде, но сам журнал не имел ничего общего с прежним изданием. На обложке его значились консервативные издатель И. С. Дурново и редактор Д. Н. Цертелев. С начала следующего 1886 года Иван Дурново ещё раз попытался возобновить журнал, но выходил он нерегулярно, пока не прекратился вовсе на первом номере 1888 года «за неимением подписчиков».